# Eublemma daphoenoides
Eublemma daphoenoides là một loài bướm đêm trong họ Erebidae.